# Lead (banda)
Lead (リード Rīdo?) es un grupo de hip-hop japónés que edita bajo los sellos discográficos Pony Canyon y Flight Master. Su debut fue el 30 de julio de 2002 con el sencillo Manatsu no Magic (真夏のMagic?).

## Biografía
En marzo de 2002 Hiroki Nakadoi, Shinya Taniuchi, y Akira Kagimoto comenzaron a hacer actuaciones en las calles de Shiroten, Osaka, bajo el nombre «remix». En mayo de 2002, se cambió el nombre a «flow». Después de hacer el cambio de nombre, los tres decidieron contratar a un cuarto miembro.
Mientras tanto, el 13 de abril de 2002 - la "Kyushu/Fukuoka Starlight Audition", que se celebró en Okinawa, Japón en la búsqueda de nuevos talentos. En ese momento, de trece años de edad, Keita Furuya y otros contendientes se declararon ganadores de los 8.751 aspirantes que se habían presentado a la audición. Flow encontró a Keita y pronto se unió a la ahora de cuatro miembros "Flow" el 18 de mayo de 2002.
El 23 de mayo de 2002 la agrupación realizó un nuevo cambio de nombre, convirtiéndose oficialmente en Lead. Alrededor de principios de julio de 2002, celebró su primera presentación en vivo como un grupo de cuatro miembros en el Parque del Castillo de Osaka con una asistencia de alrededor de 7000 asistentes. Lead también se convirtió en el número de apertura de la primera gira de w-inds., actuando frente a unas 120 000 personas en cada apertura.
El 31 de julio de 2002 lanzó su sencillo debut titulado Manatsu no Magic (真夏のMagic?). Ese mismo año, ganó el premio a artista revelación en la 44.ª ceremonia del Japan Record Awards.
Al año 2008, Lead ha lanzado un total de 14 sencillos, cinco álbumes, siete DVD, y han realizado cinco giras. Además, han participado en varios programas de televisión, películas y obras de teatro, siendo acreedores además de tres Japan Record Awards.

## Miembros
| Nombre                      | Edad | Fecha de nacimiento      | Lugar de nacimiento | Altura         | Tipo de sangre |
| --------------------------- | ---- | ------------------------ | ------------------- | -------------- | -------------- |
| Hiroki Nakadoi / 中土居宏宜 | 29   | 26 de julio de 1985      | Osaka, Japón        | 169cm / 5'6.5" | AB             |
| Shinya Taniuchi / 谷内伸也  | 27   | 23 de septiembre de 1987 | Osaka, Japón        | 176cm / 5'9.3" | A              |
| Keita Furuya / 古屋敬多     | 27   | 13 de junio de 1988      | Fukuoka, Japón      | 171cm / 5'7.3" | A              |
| Akira Kagimoto / 鍵本輝     | 26   | 20 de agosto de 1988     | Nara, Japón         | 177cm / 5'9.7" | O              |

## Discografía

### Álbumes
| Álbum#         | Informacióndel álbum                                                                                   | Ventas                 |
| -------------- | --- | ---------------------- |
| 1 / Álbumdebut | Life on Da Beat - Lanzamiento: 23 de abril de 2003 - Oricon top 200 posición: - RIAJ Certificación:    | 30,214 copias vendidas |
| 2              | Brand New Era - Lanzamiento: 25 de agosto de 2004 - Oricon top 200 posición: - RIAJ Certificación:     | 22,415 copias vendidas |
| 3              | Lead! Heat! Beat! - Lanzamiento: 10 de agosto de 2005 - Oricon top 200 posición: - RIAJ Certificación: | 17,594 copias vendidas |
| 4              | 4 - Lanzamiento: 19 de julio de 2006 - Oricon top 200 posición: - RIAJ Certificación:                  | 9,784 copias vendidas  |
| 5              | Feel the Vibes - Lanzamiento: 5 de marzo de 2008 - Oricon top 200 posición: - RIAJ Certificación:      | 5,409 copias vendidas  |

Special Remix Álbum(ft. w-inds., Flame, And Lead) Buddies

### Sencillos
| sencillo #         | Informacióndel sencillo | Ventas                 |
| ------------------ | --- | ---------------------- |
| 1 / Sencillo debut | Manatsu no Magic (真夏のMagic) - Lanzamiento: 31 de julio de 2002 - Oricon Top 20 Weekly Peak: #18 - Oricon Top 100 Yearly : - Del álbum: Life on Da Beat                                  | 27,330 copias vendidas |
| 2                  | "Show Me the Way" - Released: 17 de octubre de 2002 - Oricon Top 20 Weekly Peak: #7 - Oricon Top 100 Yearly : - Del álbum: Life on Da Beat                                                 | 37,100 copias vendidas |
| 3                  | Fly Away - Lanzamiento: 3 de febrero de 2003 - Oricon Top 20 Weekly Peak: #10 - Oricon Top 100 Yearly : - Del álbum: Life on Da Beat                                                       | 35,393 copias vendidas |
| 4                  | Funky Days! (ファンキーデイズ!) - Lanzamiento: 30 de julio de 2003 - Oricon Top 20 Weekly Peak: #10 - Oricon Top 100 Yearly : - Del álbum: Brand New Era                                   | 34,843 copias vendidas |
| 5                  | Get Wild Life - Lanzamiento: 3 de diciembre de 2003 - Oricon Top 20 Weekly Peak: #9 - Oricon Top 100 Yearly : - Del álbum: Brand New Era                                                   | 25,000 copias vendidas |
| 6                  | Night Deluxe - Lanzamiento: 16 de julio de 2004 - Oricon Top 20 Weekly Peak: #5 - Oricon Top 100 Yearly : - Del álbum: Brand New Era                                                       | 33,000 copias vendidas |
| 7                  | Tenohira wo Taiyou ni/Delighted (手のひらを太陽に/Delighted) - Lanzamiento: 27 de octubre de 2004 - Oricon Top 20 Weekly Peak: #8 - Oricon Top 100 Yearly : - Del álbum: Lead! Heat! Beat! | 29,000 copias vedidas  |
| 8                  | Atarashii Kisetsu e (あたらしい季節へ) - Lanzamiento: 13 de abril de 2005 - Oricon Top 20 Weekly Peak: #6 - Oricon Top 100 Yearly : - Del álbum: Lead! Heat! Beat!                         | 28,000 copias vedidas  |
| 9                  | Baby Running Wild (ベイビーランニンワイルド) - Lanzamiento: 6 de julio de 2005 - Oricon Top 20 Weekly Peak: #11 - Oricon Top 100 Yearly : - Del álbum: Lead! Heat! Beat!                   | 16,000 copias vedidas  |
| 10                 | Virgin Blue/Lead (バージンブルー/Lead) - Lanzamiento: 8 de marzo de 2006 - Oricon Top 20 Weekly Peak: #9 - Oricon Top 100 Yearly : - Del álbum: 4                                          | 16,000 copias vedidas  |
| 11                 | Summer Madness - Lanzamiento: 21 de julio de 2006 - Oricon Top 20 Weekly Peak: #17 - Oricon Top 100 Yearly : - Del álbum: 4                                                                | 12,000 copias vedidas  |
| 12                 | Drive Alive - Lanzamiento: 14 de marzo de 2007 - Oricon Top 20 Weekly Peak: #14 - Oricon Top 100 Yearly : - Del álbum: Feel The Vibes                                                      | 14,000 copias vedidas  |
| 13                 | Umi (海) - Lanzamiento: 18 de julio de 2007 - Oricon Top 20 Weekly Peak: #27 - Oricon Top 100 Yearly : - Del álbum: Feel the Vibes                                                         | 6,199 copias vedidas   |
| 14                 | Stand Up! - Lanzamiento: 6 de febrero de 2008 - Oricon Top 20 Weekly Peak: #20 - Oricon Top 100 Yearly : - Del álbum: Feel The Vibes                                                       | 9,098 copias vedidas   |
| 15                 | Sunnyday - Lanzamiento: 7 de julio de 2008 - Oricon Top 20 Weekly Peak: #34 - Oricon Top 100 Yearly : - Del álbum: Feel The Vibes                                                          |                        |
| 16                 | Giragira Romantic (ギラギラRomantic) - Lanzamiento: 12 de agosto de 2009 - Oricon Top 20 Weekly Peak: - Oricon Top 100 Yearly : - Del álbum:                                               |                        |